# Flodtrast
Flodtrast (Turdus hauxwelli) är en fågel i familjen trastar inom ordningen tättingar.

## Utseende och läte
Flodtrast är genomgående rödbrun med mörk näbb. Olikt andra närbesläktade arter saknar den en tydlig ögonring. Sången består av fylliga fraser, likt vandringstrast.

## Utbredning och systematik
Fågeln förekommer från sydöstra Colombia till norra Bolivia, södra Venezuela och västra Amazonas i Brasilien. Den behandlas som monotypisk, det vill säga att den inte delas in i några underarter.

## Levnadssätt
Flodtrast förekommer i låga antal i olika typer av skogsområden, men framför allt i högväxt regnskog.

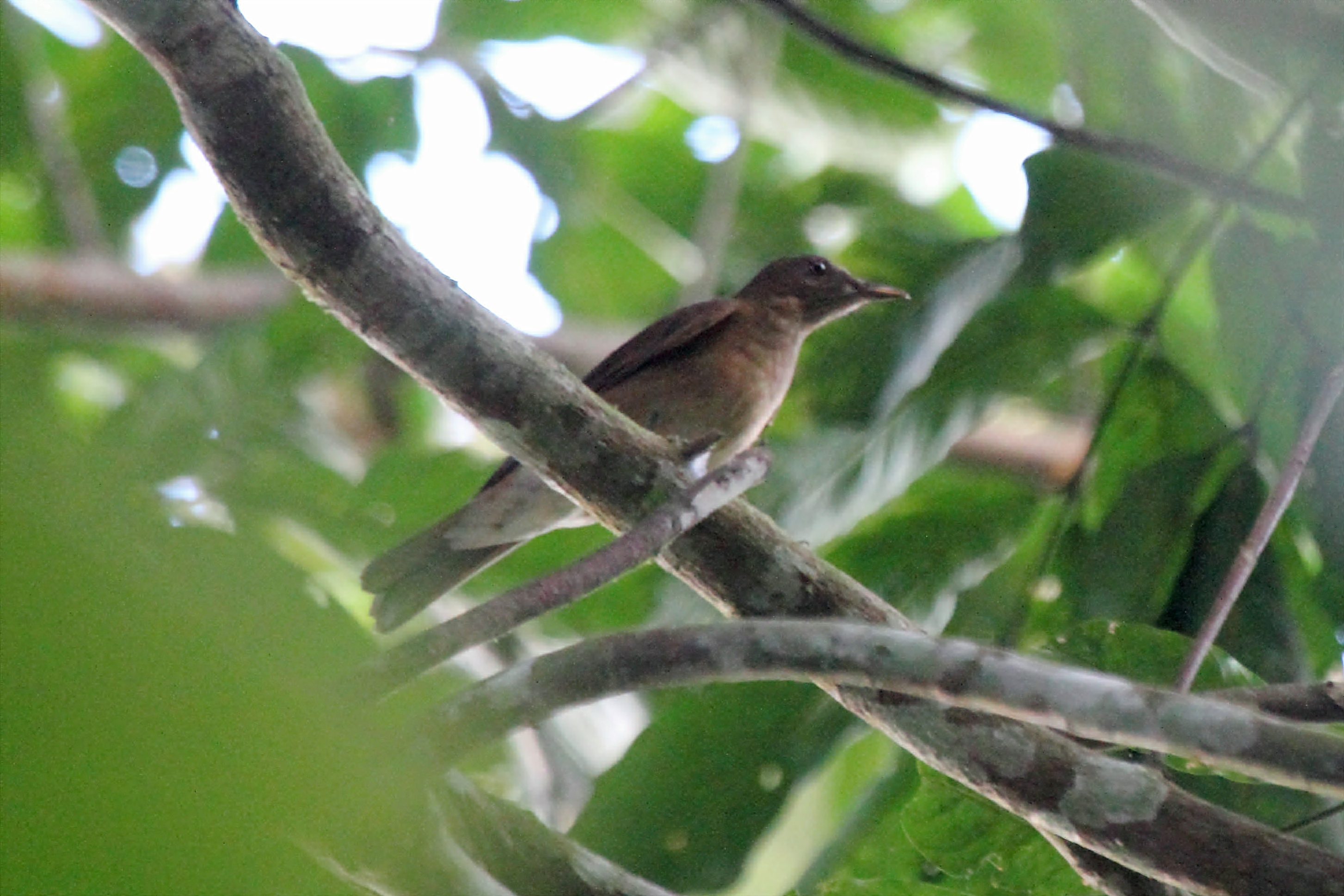

## Status och hot
Arten har ett stort utbredningsområde, men tros minska i antal, dock inte tillräckligt kraftigt för att den ska betraktas som hotad. Internationella naturvårdsunionen IUCN listar arten som livskraftig (LC).

## Namn
Fågelns vetenskapliga artnamn hedrar den brittiske samlaren John Hauxwell, verksam i Peru och Brasilien. Tidigare kallades den hauxwelltrast även på svenska, men tilldelades 2024 ett mer informativt namn av BirdLife Sveriges taxonomikommitté.